# DB ProjektBau

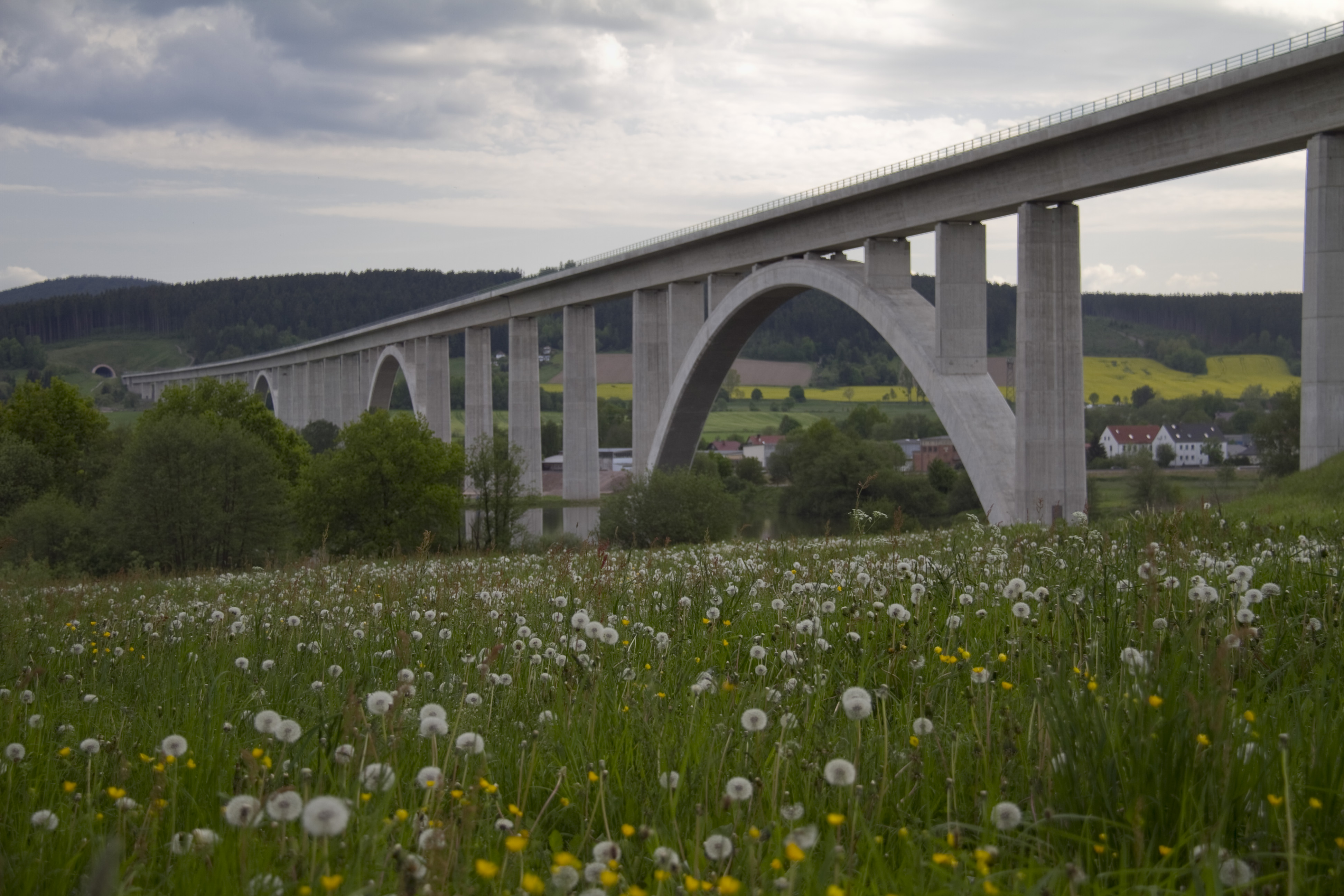
Az Inntalbrücke a Nürnberg-Erfurt nagysebességű vasútvonalon

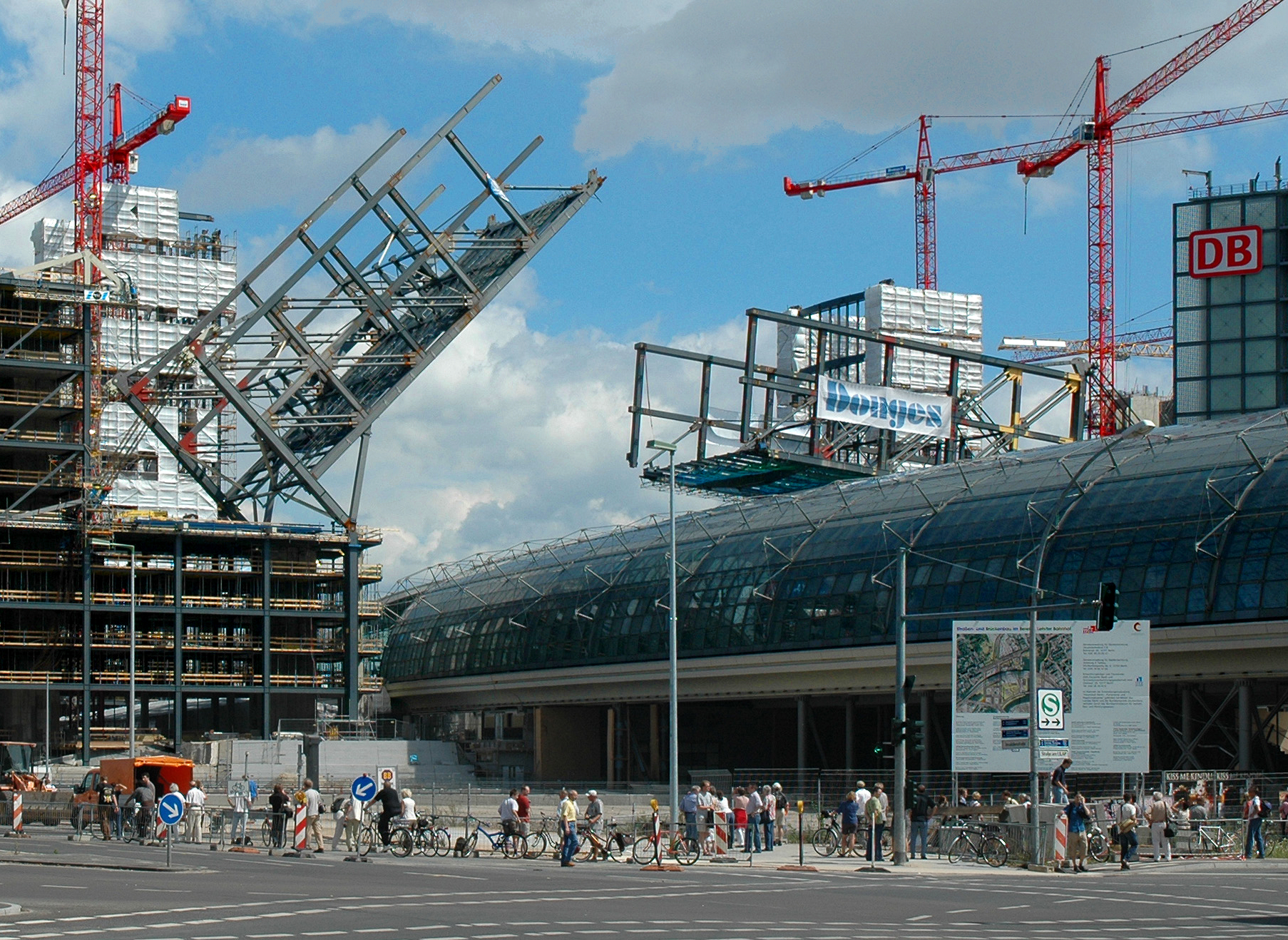
Az épülő Berlin Hauptbahnhof 2005-ben

A DB ProjektBau (magyar nyelven: DB Projektépítés) a Deutsche Bahn leányvállalata volt, amely nagyszabású vasúti projekteket hajtott végre Németország nemzeti vasúttársaságának, a Deutsche Bahn-nak. 2003. január 1-jén hozták létre a DB leányvállalataként.
2016-ban beolvasztották a DB International vállalattal a DB Engineering & Consulting GmbH leányvállalatba.